# Lelya
Lelya  es un género monotípico de plantas con flores de la familia de las rubiáceas. Incluye una sola especie: Lelya osteocarpa Bremek. (1952). Es nativa del África tropical.

## Descripción
Es una pequeña planta herbácea, decumbente, que forma un tapiz de hierbas de 2 ½ -5 cm de espesor, a partir de un rizoma leñoso perennifolio y rastrero.

## Distribución y hábitat
Se encuentra en los bordes de las carreteras y sitios desnudos en las elevaciones altas en el norte de Nigeria, y en Zaire, E y S de África Central. 

## Taxonomía
Lelya osteocarpa fue descrita por Cornelis Eliza Bertus Bremekamp y publicado en Verhandelingen der Koninklijke Nederlandsche Akademie van Wetenschappen. Afdeeling Natuurkunde; Tweede Sectie 48: 181, en el año 1952.
Sinonimia
- Lelya osteocarpa var. angustifolia Bremek.
- Lelya prostrata W.H.Lewis
- Lelya prostrata var. angustifolia (Bremek.) W.H.Lewis
- Lelya prostrata var. elongata Verdc.
- Spermacoce prostrata R.D.Good[4]